# Fakıoğlu, Elbistan
Fakıoğlu là một xã thuộc huyện Elbistan, tỉnh Kahramanmaraş, Thổ Nhĩ Kỳ. Dân số thời điểm năm 2010 là 125 người.